# La sabiduría
La sabiduría es una película de Argentina filmada en colores dirigida por  Eduardo Pinto sobre su propio guion escrito en colaboración con Diego Fleischer y María Eugenia Marazzi que se estrenó el 12 de diciembre de 2019 y que tuvo como actores principales a Sofía Gala, Daniel Fanego, Diego Cremonesi y Lautaro Delgado.

## Sinopsis
Mara, Tini y Luz son tres mujeres que después de una fiesta van a pasar el fin de semana en una vieja estancia en medio de la llanura pampeana. Allí comienza una pesadilla durante la cual participan de un ritual nocturno con indios y peones y viven un retroceso en el tiempo a la época en que la mujer era despreciada y los indios perseguidos.

## Reparto
Intervinieron en la película los siguientes intérpretes:
- Sofía Gala ...	Mara
- Daniel Fanego ...	Don Roble
- Diego Cremonesi ...	Américo
- Lautaro Delgado ...	Faustino
- Analía Couceyro ...	Luz
- Luis Ziembrowski ...	Harvey
- Juan Palomino ...	Comisario
- Paloma Contreras ...	Tini
- Pablo Pinto ...	Policía
- Carmín Pinto

## Críticas
Diego Curubeto en Ámbito Financiero opinó: 

”…las más tremendas y absurdas teletransportaciones entre tiempo y espacio tienen lugar cruzando clásicos de la literatura fantástica de Ambrose Bierce y Jorge Luis Borges, sorprendentemente remixados al mejor estilo del Rod Serling de la “Dimensión Desconocida”.…Lo que sigue convirtiendo a “La sabiduría” en algo especial es la idea básica, muy bien desarrollada en un guion con diálogos jugosos del estilo “Si viene de ‘La Sabiduria’, yo le creo”.

Alejandro Lingenti en La Nación escribió:

”La intención más evidente del director Eduardo Pinto fue teñir el relato de una impronta de reivindicación feminista, pero la debilidad de un guion cargado de situaciones inverosímiles (incluyendo exóticos rituales indígenas y saltos temporales que llegan hasta fines del siglo XIX) y los notorios problemas de ritmo narrativo empujan fatalmente el proyecto hacia el naufragio.”